# In silico
La locuzione in silico è usata per indicare fenomeni di natura chimico-biologica riprodotti in una simulazione matematica al computer, invece che in provetta o in un essere vivente. Infatti il silicio è un elemento fondamentale di cui sono composti i componenti elettronici dei computer. Al contrario, se il fenomeno si riproduce in provetta, si dice in vitro, mentre se si riproduce in un essere vivente, si dice in vivo.
Bisogna comunque precisare che le simulazioni di fenomeni che coinvolgono in particolare macromolecole biologiche (proteine, acidi nucleici, polisaccaridi), realizzate "in silico", presentano delle limitazioni dovute alle inevitabili ipotesi e semplificazioni adottate (data la complessità dei sistemi simulati) nel modello fisico-matematico utilizzato per la simulazione.

## Applicazioni
Il ruolo di una indagine in silico è essenzialmente duplice:
- in primo luogo consente di poter interpretare con maggiore livello di dettaglio le conoscenze che possono derivare da un'indagine sperimentale mediante l'applicazione dei più moderni metodi di calcolo;
- dall'altra si possono indagare le proprietà (ad es. assorbimento e/o emissione nell'UV-Vis) di una serie ampia di molecole che possono essere considerate validi candidati per svariate applicazioni tecnologiche (es. smart materials o nuovi farmaci).

I principali vantaggi di uno screening molecolare in silico rispetto ad uno screening sperimentale sono la possibilità di sfruttare la velocità e l'economicità di tale approccio soprattutto nella fase della raccolta dei dati, in quanto il numero di molecole su cui indagare può essere esteso alle decine o alle migliaia di omologhi senza doverli opportunamente sinterizzare in laboratorio per misurarne le loro caratteristiche. In questo modo, la simulazione dei dati in silico consente di restringere il numero di molecole da sintetizzare per le applicazioni in modo considerevole in quanto ci si può concentrare su quelle che, dallo screening computazionale, hanno dato i risultati più vicini a quelli desiderati per le applicazioni che si intendono fare, con notevoli benefici in termini di costo e di tempo.
Le applicazioni in silico nella ricerca scientifica sono ovviamente il frutto della recente informatizzazione in numerosi settori della scienza. In biologia hanno assunto un'importanza fondamentale le basi di dati che contengono i dati di sequenziamento del DNA e i livelli di espressione genica di un gene. Non bisogna dimenticare, ad esempio, che i sistemi biologici (biomolecole, membrane, organelli cellulari ecc.) sono immersi in acqua (solvente) e che il solvente influenza in maniera non trascurabile l'organizzazione strutturale e la termodinamica (aspetto energetico) dei sistemi in esso dispersi. 
I recenti sviluppi delle risorse di calcolo hanno consentito simulazioni di macromolecole, in particolare di natura biologica, sempre più raffinate, consentendo di simulare le interazioni con il solvente ad esempio mediante l'utilizzo del modello del continuo polarizzabile (PCM). Inoltre sono stati creati numerosi programmi informatici per l'analisi e l'interpretazione di dati sperimentali. La ricerca in silico consiste dunque anche nell'uso di tali programmi e raccolte di dati allo scopo di ricavare nuove informazioni dalla comparazione, interpretazione, analisi ed interconnessione dei dati.

## Curiosità
La locuzione in silico è stata introdotta per affiancare le preesistenti locuzioni in lingua latina in vitro e in vivo, ma non appartiene alla lingua latina. L'espressione corretta sarebbe in silicio (dal latino scientifico silicium, di cui silicio è l'ablativo retto dalla preposizione in.
Silico presupporrebbe un inesistente silicum. Nell'articolo di Gallezot, G. (2002) Ricerca in silico, è scritto in nota:
"Dans le silicium", ovvero "dentro il silicio", si rende in latino appunto con l'espressione in silicio e non in silico.